# Серралунга-д’Альба
Серралунга-д’Альба (итал. Serralunga d'Alba) — коммуна в Италии, располагается в регионе Пьемонт, в провинции Кунео. Основной центр производства вина бароло.
Население составляет 509 человек (2008), плотность населения составляет 60 чел./км². Занимает площадь 8 км². Почтовый индекс — 12050. Телефонный код — 0173.
Покровителем коммуны почитается святой Себастьян, празднование 20 января.

## Демография
Динамика населения:

## Администрация коммуны
- Официальный сайт: http://www.comune.serralungadalba.cn.it